# Internationale Cricket-Saison 1966/67
Die internationale Cricket-Saison 1966/67 fand zwischen November 1966 und März 1967 statt. Als Wintersaison wurden vorwiegend Heimspiele der Mannschaften aus Südasien, der Karibik und Ozeanien ausgetragen.

## Überblick

### Internationale Touren
| Beginn            | Heimteam  | Auswärtsteam | Resultate | Artikel |
| Beginn            | Heimteam  | Auswärtsteam | Test      | Artikel |
| ----------------- | --------- | ------------ | --------- | ------- |
| 13. Dezember 1966 | Indien    | West Indies  | 0–2 [3]   | Artikel |
| 23. Dezember 1966 | Südafrika | Australien   | 3–1 [5]   | Artikel |

## Nationale Meisterschaften
Aufgeführt sind die nationalen Meisterschaften der Full Member des ICC.
| Land                  | First-Class                 |
| --------------------- | --------------------------- |
| Australien            | Sheffield Shield 1966/67    |
| Indien                | Ranji Trophy 1966/67        |
| Duleep Trophy 1966/67 |                             |
| Irani Cup 1966/67     |                             |
| Neuseeland            | Plunket Shield 1966/67      |
| Pakistan              | Quaid-e-Azam Trophy 1966/67 |
| Südafrika             | Currie Cup 1966/67          |
| West Indies           | Shell Shield 1966/67        |